# Jean-Marie Prévost
Jean-Marie Prévost, né le 30 septembre 1918 au Teilleul (Manche) en France et mort le 20 mars 1997 à Charleroi en Belgique, est un footballeur français.

## Biographie
Recruté par l'Olympique lillois, avant-guerre, il a fait partie de la grande équipe du Lille OSC d'après-guerre et a remporté quatre titres nationaux : un championnat et trois Coupes de France. Il avait été surnommé le style impérial
Vainqueur du doublé coupe-championnat en 1946 avec l'équipe de Lille OSC composée de :
Bourbotte, Jadrejak, Somerlinck, Carré, Hatz, Grimonpon, R. Vandooren, Baratte, Bihel, Tempowski, Lechantre et Jean-Marie Prevost.
Il a fait ensuite une carrière d'entraîneur et a dirigé les joueurs du Sporting Club Abbeville dans les années 1950 puis ceux de l'US Boulonnaise en 1961-1962.

## Palmarès
- Champion de France 1946 avec le Lille OSC
- Vice-Champion de France 1948, 1949, 1950 et 1951 avec le Lille OSC
- Vainqueur de la Coupe de France 1946, 1947 et 1948 avec le Lille OSC
- Finaliste de la Coupe de France 1939 avec l'Olympique lillois
- Finaliste de la Coupe de France 1949 avec le Lille OSC